# Candle in the Wind 1997
Candle in the Wind 1997 è un singolo di Elton John pubblicato nel 1997 da Rocket Records in 7", CD single e musicassetta single. È il secondo singolo più venduto di tutti i tempi con 33 milioni di copie vendute.

## Descrizione
May you ever grow in our hearts..»
Candle in the Wind 1997, conosciuta anche come Goodbye England's Rose, è stata composta da Elton John su testo di Bernie Taupin. Si tratta del riadattamento della canzone Candle in the Wind, composta dallo stesso Elton John nel 1973 in onore di Marilyn Monroe.
Il brano raggiunse nello stesso anno il primo posto nella classifica dei singoli venduti nel Regno Unito ed ebbe uno straordinario successo in tutto il mondo, superando in poco tempo White Christmas di Bing Crosby nella classifica dei singoli più venduti di sempre, con circa 40 milioni di copie vendute. Questo lo ha reso il secondo singolo più venduto di tutti i tempi.
Il 31 agosto 1997 la Principessa Diana muore in un incidente stradale. La notizia scuote profondamente John, che con Diana aveva una forte amicizia. Come l'aveva anche con lo stilista Gianni Versace, morto poche settimane prima, al cui funerale era presente insieme a Diana.
Questi due lutti improvvisi provocarono una profonda depressione di John, che inizialmente decise di non recarsi al funerale di Diana, proprio per lo shock subito. In seguito cambiò idea, grazie anche al supporto di alcuni amici. Su espressa richiesta della famiglia di Diana, decise di dare anche un proprio contributo alla memoria della Principessa. Contattò quindi il suo storico paroliere, Bernie Taupin; a causa di un fraintendimento (Elton chiese a Bernie di scrivere un testo sulla falsariga di quello di Candle in the Wind, ma il paroliere capì male al telefono, credendo che il pianista di Pinner gli stesse chiedendo di riscrivere il testo di quel brano per la circostanza) si riadattò il vecchio classico Candle in the Wind.
John cantò la canzone in pubblico, per la prima e unica volta nella storia, al funerale della Principessa, all'abbazia di Westminster, il 6 settembre 1997. Subito dopo, venne chiamato il produttore George Martin e il brano venne registrato per essere distribuito come singolo di beneficenza; un quartetto d'archi e alcuni strumenti a fiato vennero aggiunti all'onnipresente pianoforte per dare un tocco più "memoriale" alla melodia. Numerose, nei mesi e anni successivi, furono le richieste fatte al cantautore per una nuova performance della versione del 1997, ma John ha sempre rifiutato, esibendo solo la versione originale del 1973, rendendo così onore alla circostanza e mantenendo la promessa effettuata prima del funerale: solamente con il consenso dei principi William e Henry, figli di Diana, avrebbe cantato un'altra volta la canzone in pubblico.
La richiesta arriva 10 anni dopo, in occasione del concerto organizzato al Wembley Stadium dai principi William e Henry il 1º luglio 2007, giorno in cui la Principessa avrebbe compiuto quarantasei anni. Nonostante questo, John non ha cantato la canzone, con grande sorpresa, e forse delusione, del pubblico.
Le vendite totali di tutte le versioni della canzone White Christmas ammontano a circa 50 milioni di copie, sebbene Candle in the Wind 1997 rimanga il singolo più venduto di tutti i tempi.
Nel 2004, la canzone è stata votata come la 4ª miglior canzone di tutti i tempi in un programma dell'emittente televisiva Channel 4.

## Tracce
1. Candle in the Wind 1997 – 4:11

## Classifiche
Candle in the Wind 1997 fu pubblicata come doppio singolo di beneficenza (insieme a Something About the Way You Look Tonight) il 13 settembre 1997 nel Regno Unito e il 23 settembre dello stesso anno negli Stati Uniti ed ebbe un successo clamoroso, superando di gran lunga qualsiasi aspettativa. Divenne il singolo più venduto della storia in Inghilterra (e anche quello ad essere venduto più velocemente), vendendo 658 000 copie soltanto nel giorno della distribuzione (e oltre 1.5 milioni in quella settimana). Sarebbe rimasta al primo posto della classifica dei singoli per cinque settimane, vendendo in totale oltre 4.86 milioni di copie.
Negli Stati Uniti, similmente, il singolo divenne il settimo disco della storia a posizionarsi direttamente in prima posizione in classifica il giorno stesso della pubblicazione; ci rimase per 14 settimane (durante la prima vendette oltre un milione di copie, ed era disponibile anche nei supermercati e nei tabaccai), un record per un artista solista di sesso maschile. In tutto, Candle in the Wind 1997 vendette un totale di 11 milioni di copie, divenendo il singolo più venduto di tutti i tempi negli Stati Uniti e l'unico ad aver conseguito il disco di diamante in quel Paese.
Nel resto del mondo furono vendute oltre 33 milioni di copie: il singolo raggiunse la prima posizione nelle classifiche di nazioni come l'Australia (dove è anche il singolo più venduto di sempre), l'Austria, il Belgio, il Canada, l'Irlanda, la Germania, il Giappone, l'Italia, la Svizzera, la Svezia, la Finlandia, la Francia, i Paesi Bassi, la Nuova Zelanda e la Norvegia e conseguì più dischi di platino in molte di queste, divenendo il singolo più venduto di tutti i tempi.
Tutte le royalties vennero devolute, insieme ai profitti della casa discografica, alla fondazione Diana, Princess of Wales Memorial Fund.

### Classifiche settimanali
| Classifica (1997)      | Posizione massima |
| ---------------------- | ----------------- |
| Official Singles Chart | 1                 |
| U.S. Billboard Hot 100 | 1                 |
| Australia              | 1                 |
| Austria                | 1                 |
| Belgio                 | 1                 |
| Canada                 | 1                 |
| Irlanda                | 1                 |
| Colombia               | 1                 |
| Germania               | 1                 |
| Giappone               | 1                 |
| Italia                 | 1                 |
| Svizzera               | 1                 |
| Svezia                 | 1                 |
| Finlandia              | 1                 |
| Francia                | 1                 |
| Spagna                 | 1                 |
| Paesi Bassi            | 1                 |
| Nuova Zelanda          | 1                 |
| Norvegia               | 1                 |

### Classifiche di tutti i tempi
| Classifica (1958-2021) | Posizione |
| ---------------------- | --------- |
| Stati Uniti            | 58        |

## Citazioni e omaggi
- Nell'episodio dei Simpsons Funeral for a Fiend (2007) viene effettuata una parodia di Candle in the Wind 1997 (il titolo della puntata si riferisce invece a un altro brano di Elton, chiamato Funeral for a Friend).
- La canzone viene parodiata anche in un cortometraggio chiamato Castro's Funeral (2007).
- Un'altra parodia è stata effettuata dai componenti del gruppo comico australiano The Chaser.
- I La Bouche eseguirono una cover di Candle In The Wind 1997.
- La Sora Cesira ha eseguito la parodia della canzone, dal titolo Papa on the beach a seguito delle annunciate dimissioni di papa Benedetto XVI nel febbraio 2013.[32]